# Liste bekannter Personen Korsikas
Die Liste bekannter Personen Korsikas gibt einen Überblick über Personen, die von Korsika stammen, die korsische Vorfahren haben oder deren Wirken für Korsika von besonderer Bedeutung ist, und über die es in der deutschsprachigen Wikipedia einen Artikel gibt. Da Korsika im Lauf seiner Geschichte von verschiedenen Völkern erobert wurde, die sich im Lauf der Jahrhunderte vermischt oder Korsika wieder verlassen haben, bezeichnet der Begriff Korse nicht eine Ethnie, sondern dient als Herkunftsbezeichnung.

## Gebürtige Korsen

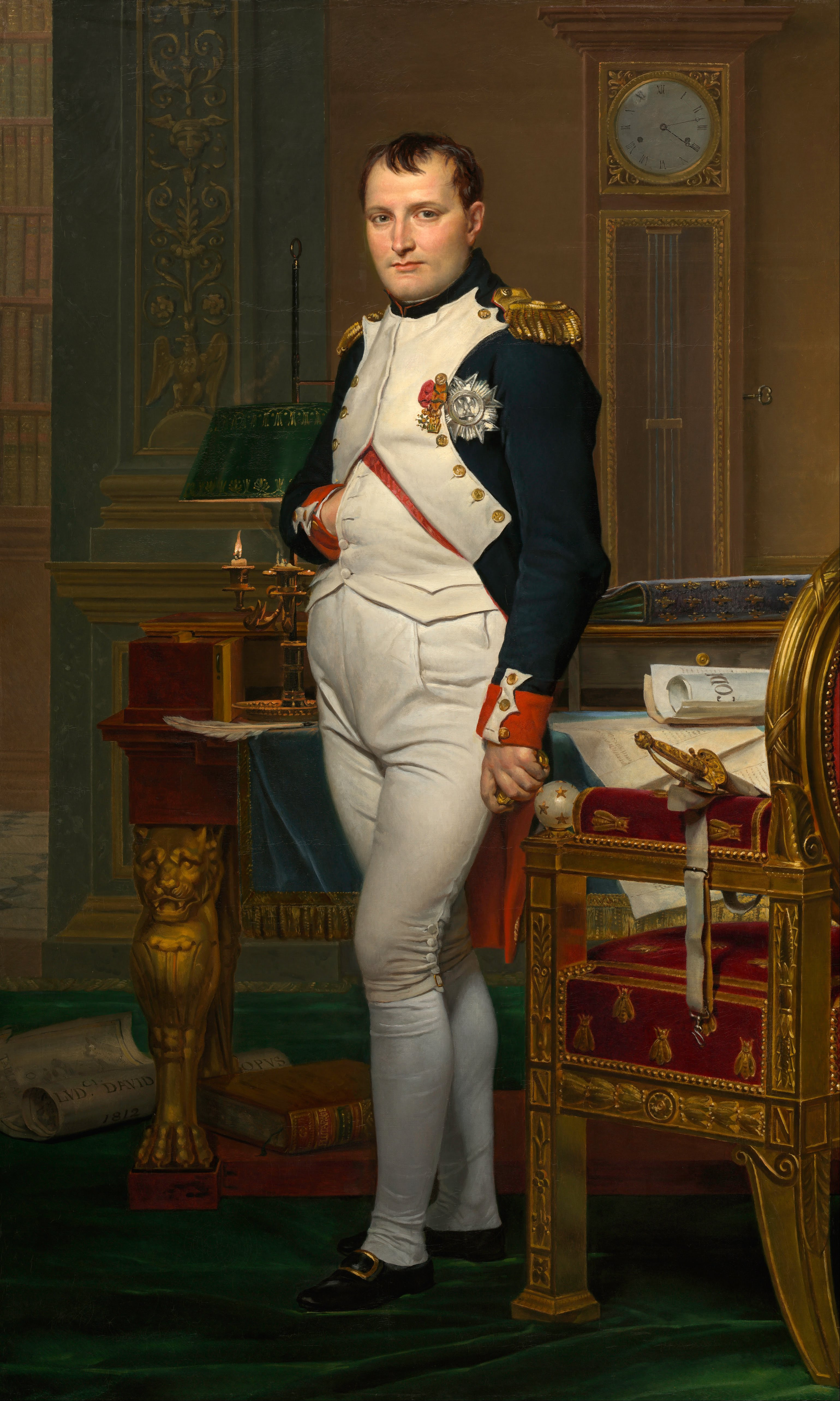
Napoleon Bonaparte mit Hand in der Weste (Gemälde von Jacques-Louis David, 1812)

- Julia von Korsika († 440), Märtyrerin und Heilige
- Sambucuccio d’Alando (vor 1357–1370), General und Politiker
- Giorgio Fieschi († 1461), Kardinal
- Sampiero Corso (1497–1567), Adliger, Freiheitskämpfer und Volksheld
- Ottavio Belmosto (1559–1618), italienischer Admiral
- Jean-Baptiste d’Ornano (1581–1626), Adliger, Höfling und Militär, kurzweiliger Marschall von Frankreich
- Murad I. (arabisch: مراد الأول) († 1631), der erste erbliche Bey von Tunis und Begründer der Muraditen-Dynastie
- Theophilus von Corte (1676–1740), Franziskaner und Priester sowie Heiliger der katholischen Kirche
- Dumenicu Leca (1702–1771), auch: Circinellu, Geistlicher und Unabhängigkeitskämpfer
- Giuseppe Maria Buonaparte (1713–1763), korsischer Politiker, Großvater von Napoleon Bonaparte
- Jacques Pierre Abbatucci (1723–1813), General
- Pasquale Paoli (1725–1807), Revolutionär und Widerstandskämpfer
- Carlo Buonaparte  (1746–1785), Vater Napoleon Bonapartes
- Laetitia Ramolino (1750–1836), Mutter Napoleon Bonapartes
- Pascal Antoine Fiorella (1752–1818), Militär
- Luc-Julien-Joseph Casabianca (1762–1798), Marineoffizier
- Joseph Fesch (1763–1839), Erzbischof von Lyon und Kardinal
- Carlo Andrea Pozzo di Borgo (1764–1842), korsischer Politiker und russischer Diplomat
- Joseph Bonaparte (1768–1844), ältester Bruder Napoleon Bonapartes, König von Spanien (1808–1813)
- Antoine Dominique Abbatucci (1774–1798), Militärführer
- Napoleon Bonaparte (1769–1821), General, Kaiser der Franzosen
- Lucien Bonaparte (1775–1840), Bruder Napoleon Bonapartes, Innenminister
- Elisa Bonaparte (1777–1820), Schwester Napoleon Bonapartes, Fürstin von Lucca und Piombino und Großherzogin der Toskana
- Louis Bonaparte (1778–1846), Bruder Napoleon Bonapartes, König von Holland
- Pauline Bonaparte (1780–1825), Schwester Napoleon Bonapartes, Herzogin von Guastalla
- Caroline Bonaparte (1782–1839), Schwester Napoleon Bonapartes, Königin von Neapel
- Jérôme Bonaparte (1784–1860), Bruder Napoleon Bonapartes, König von Westphalen
- Philippe-Antoine d’Ornano (1784–1863), General, Pair und Marschall von Frankreich
- Salvatore Viale (1787–1861), Schriftsteller, Dichter und Richter
- Joseph Fieschi (1790–1836), Attentäter
- Michel Zévaco (1860–1918), anarchistischer Journalist und Schriftsteller
- François Coty (1874–1934), Parfümeur und Industrieller sowie Zeitungsverleger
- Jean Chiappe (1878–1940), hoher französischer Beamter und Politiker
- Vincent de Moro-Giafferi (1878–1956), Strafverteidiger
- Irène Bordoni (1885–1953), Schauspielerin und Sängerin
- Rino Corso Fougier (1894–1963), Luftwaffenoffizier
- Dominique Frassati (1896–1947), Kunstmaler und Museumskurator
- Jean Grimaldi (1898–1996), kanadischer Schauspieler, Sänger und Autor
- Antoine Guérini (1902–1967), Mafia-Pate
- Tino Rossi (1907–1983), Schauspieler und Sänger
- Danielle Casanova (1909–1943), Kommunistin und Angehörige der Résistance
- Achille Peretti (1911–1983), Politiker
- Jean-Paul de Rocca Serra (1911–1998), Politiker
- Jean-Toussaint Desanti (1914–2002), Philosoph
- Sauveur Casanova (1918–1998), Bischof von Ajaccio
- Claude Lavezzi (1920–2004), Kommunist und Restaurantbetreiber
- Marcel Lanfranchi (1921–2013), Fußballspieler und -trainer
- Paul Sinibaldi (1921–2018), Fußballspieler
- Jean Lanfranchi (1923–2017), Fußballspieler und -trainer
- Pierre Sinibaldi (1924–2012), Fußballspieler und -trainer
- Dominique Colonna (1928–2023), Fußballspieler
- Michel Giacometti (1929–1990), Ethnologe
- Max Simeoni (1929–2023), Arzt und Politiker
- Georges Benedetti (1930–2018), Politiker
- Antoine Bonifaci (1931–2021), Fußballspieler
- Edmond Simeoni (1934–2018), Politiker
- Pierre Massimi (1935–2013), Schauspieler
- Nicolas Alfonsi (1936–2020), Politiker
- Francis Pomponi (1939–2021), Historiker und Hochschullehrer
- Angelo Rinaldi (1940–2025), Journalist, Schriftsteller und Mitglied der Académie française
- Émile Zuccarelli (* 1940), Politiker
- François Duprat (1940–1978), Schriftsteller
- Marie-José Nat (1940–2019), Schauspielerin
- Dominique Bucchini (* 1943), Politiker
- Jean-Cyril Spinetta (* 1943), hoher französischer Beamter
- Claude Papi (1949–1983), Fußballspieler
- Michel Ferracci-Porri (* 1949), Schriftsteller
- Ange Leccia (* 1952), Installationskünstler, Filmregisseur und Drehbuchautor
- Henry Padovani (* 1952), Gitarrist und Gründungsmitglied von The Police
- François Alfonsi (* 1953), Politiker
- Camille de Rocca Serra (* 1954), Politiker
- Jean-Guy Talamoni (* 1960), Jurist, Sprach- und Literaturwissenschaftler und Politiker
- Yvan Colonna (1960–2022), korsischer Nationalist und Attentäter
- Gilles Simeoni (* 1967), Rechtsanwalt und Politiker
- Nicolas Ivanoff (* 1967), Kunstflugpilot und Fluglehrer
- Marcu Biancarelli (* 1968), Schriftsteller in korsischer Sprache
- Salim Sdiri (* 1978), Leichtathlet
- Marie-Ange Luciani (* 1979), Filmproduzentin
- Laurent Marcangeli (* 1980), Politiker und ehemaliger Bürgermeister von Ajaccio
- Alizée (* 1984), Sängerin und Tänzerin

## Personen, die auf Korsika gewirkt haben

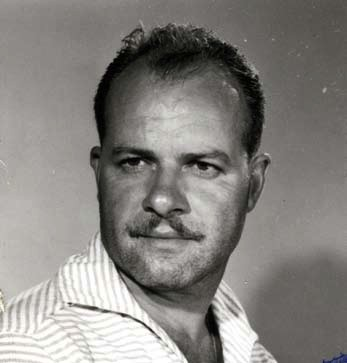
Roger Grosjean setzte sich als erster mit der Früh- und Vorgeschichte Korsikas auseinander

- Giovanni Andrea Bussi (1417–1475), Bischof von Accia und Aléria
- Ardicino della Porta (1434–1493), Bischof von Aléria
- Innocenzo Cibo (1491–1550), Kardinal, Bischof von Aleria und Mariana
- Alexander Sauli (1534–1593), Bischof von Aléria und Pavia sowie Heiliger der katholischen Kirche
- Giulio Giustiniani (1543–1616), Bischof von Ajaccio
- Fabiano Giustiniani (1578–1627), Bischof von Ajaccio
- Ottavio Rivarola (1595–1651), Bischof von Ajaccio
- Giovanni Stefano Donghi (1608–1669), Bischof von Ajaccio
- Theodor von Neuhoff (Theodor I.; 1694–1756), erster und einziger frei gewählter König von Korsika
- Karl Dominik Albini (1790–1839), Oblate der Unbefleckten Jungfrau Maria
- Augustin Simeone (1863–1940), Bischof von Ajaccio und Fréjus-Toulon
- Ignace Colombani (1908–1988), französischer Kolonialbeamter und Schriftsteller
- Joseph Comiti (1920–2000), Politiker und kurzweiliger Minister
- Roger Grosjean (1920–1975), Archäologe
- André Charles Collini (1921–2003), Bischof von Ajaccio und Erzbischof von Toulouse
- Jean-Charles Thomas (1929–2023), Bischof von Ajaccio und Versailles
- Jacques Garelli (1931–2014), Dichter und Philosoph
- André Lacrampe (1941–2015), Bischof von Ajaccio und Erzbischof von Besançon
- Jean-Luc Brunin (* 1951), Bischof von Ajaccio und Le Havre
- Jean-Luc Ettori (* 1955), Fußballtorhüter und ehemaliger Rekordspieler der Ligue 1
- Robin Renucci (* 1956), Schauspieler und Filmregisseur
- Olivier de Germay (* 1960), Bischof von Ajaccio und Erzbischof von Lyon
- Jérôme Ferrari (* 1968), Schriftsteller
- François-Xavier Bustillo (* 1968), Bischof von Ajaccio
- Ludovic Giuly (* 1976), Fußballspieler
- Laetitia Casta (* 1978), Model und Schauspielerin
- Sébastien Squillaci (* 1980), Fußballspieler
- Nicolas Penneteau (* 1981), Fußballtorhüter
- Jenifer Bartoli (* 1982), Pop-Sängerin